# Alma Orlić
Alma Orlić ( Zagreb 1937.), hrvatska slikarica

## Životopis
Alma Orlić rođena je u Zagrebu 1937. godine. Diplomirala je slikarstvo 1961. godine na 1937. Akademiji primijenjene umjetnosti u Zagrebu u klasi prof. Marina Tartaglie. 
U ranoj fazi Orlić je zaokupljena crtežom koji je prepoznat i uspoređivan s Matisseovim i Picasseovim. Sigurna u svoj crtež i kompoziciju, umjetnica se posvećuje slikanju uljanim bojama na platnu, a crtež i dalje ostaje dijelom njezinih radova. 
Pažljiv odnos prema crtežu i slici presudan je u formiranju njezinog drugog umjetničkog poziva, kojeg je usporedno razvijala, restauratorskog. Umjetnost restauriranja učila je u Restauratorskom zavodu JAZU (HAZU), koji je tada bio na svojim početcima, u kojem je provela petnaest godina. 
Na poziv Muzeja za umjetnost i obrt prešla je u njihovu restauratorsku radionicu te je u zvanje konzervatorice promovirana 1968. godine.  Kasnije postaje i voditeljica restauratorske radionice.
Orlić je u rad uvela sustav restauratorsko-konzervatorske dokumentacije i fotodokumentacije te unaprijedila praksu primarne zaštite umjetnina. Bila je aktivna u edukativnoj djelatnosti, održavala predavanja i radila s vanjskim suradnicima Muzeja. Pisala je osvrte, članke, intervjue, sudjelovala na stručnim skupovima i savjetovanjima. 
Studijska putovanja i boravci u Belgiji i Kopenhagenu, svakodnevni doticaji s umjetninama uveli su je u svijet u kojem je restaurirala tisuće predmeta iz hrvatskih muzejskih zbirki i crkava. 
Izlagala je na 50-ak samostalnih i oko 150 skupnih izložaba te sudjelovala na 20-ak likovnih kolonija. Dobila je Srebrnu nagradu grada Pariza na izložbi "Buket cvijeća" 1969. godine, nagradu "Lotrščak", 1970., nagradu likovne kolonije Kraynice u Poljskoj, plaketu "kolonije Primošten" 1991. te niz drugih nagrada. Dobitnica je nagrade Hrvatskog muzejskog društva za životno djelo "Pavao Ritter Vitezović" 2010. godine. Članica je Hrvatskog društva likovnih umjetnika od 1961. 
Alma Orlić ubraja se u malobrojne suvremene umjetnike koji su otvoreno izrazili svoju vjeru i pripadnost kršćanskoj tradiciji. U njezinom slikarskom opusu biblijski motivi i svetački likovi čine zasebne cikluse.

Privatni život
Alma Orlić kći je sveučilišnog profesora Milana Drvodelića, anglista i autora rječnika, i njegove supruge Željke, kćeri županijskog tajnika, doktora prava Dragutina pl. Prikrila. 
U braku s kiparom Antom Orlićem, iz Sali na Dugom otoku, ima dvoje djece, Donata i Lauru Kristinu.

## Djela
Krajolici
Krajolici Zagorja i Dalmacije, s kojom je obiteljski vezana, fasciniraju slikaricu te stvara brojene dugootočke i kornatske krajolike, slika zagrebački Maksimir te svakodnevicu pitomih šetinskih krajolika.
Iterijeri, mrtva priroda
Slika jednostavne interijere dalmatinskih i zagorskih kuća, sobe njezine mladosti i muzejske restauratorske radionice, crkvene prostore s baroknim oltarima, zapuštene dvorce, zanimaju je starinski i često odbačeni predmeti. 
Portreti 
Samoanalizira se u autoportretima, portretira članove obitelji, prati odrastanje i sazrijevanje svoje djece, stvara karakterne studije ljudi različitih podneblja, portretira zagorska i dalmatinska lica, kolege iz muzeja, poznate političare, književnike, glumce.  Pripada najboljim portretistima novijeg hrvatskog slikarstva.
Cvijeće 
Orlić privlači cvijeće i cvjetni motivi te brojnim buketima, koji su svjedoci njezinih veselih i svečanih životnih trenutaka, slikanjem produžuje trajanje. Osvaja srebrnu medalju grada Parisa 1969. godine za sliku s motivom cvijeća te nagradu grada Zagreba „Lotrščak“ 1970., u sklopu tradicionalnog Sajma cvijeća na Gradecu.
Sakralni motivi
Restauratorski rad na muzejskim i crkvenim predmetima izvor su bogate slikarske inspiracije s motivima sakralne tematike. Bilježila je kićene barokne oltare zagorskih crkava, izradila nacrte vitraja te oltarne slike za istarske crkve i kapele u Karojbi, Palmićima,  Kršanu, u Širokom Brijegu izradila je oltarnu palu Majke Božje Međugorske.
Uz brojne druge radove sakralnih motiva zapažen je ciklus "Ad honorem Blaženoj Djevici Mariji" s Bogorodicama iz raznih hrvatskih prostora, Komersteinerova Madona iz MUO, prepoznaje se na slici nazvanoj "Regina coeli", antologijski "Zeleni Jezuš" iz 1987. koji je nastao u radu na obnovi barokne skulpture raspetog Krista iz franjevačke crkve u Klanjcu, 2006. godine slika motive Božića pod naslovom "U to vrijeme godišća". Ilustrira i neke dječje slikovnice nadahnute biblijskim motivima. 
Ilustracije
Ilustrirala je pjesničke zbirke Irfana Kapetanovića, Marija Gorinija, Veljka Lodete i dr. Inspirirana stihovima hrvatskih pjesnika, zaseban ciklus akvarelnih crteža posvetila je Vidriću, A. G. Matošu, A. B. Šimiću, Ujeviću, Tadijanoviću, Parun, Miličeviću, Stahuljak, Golobu, Mihaliću, Pupačiću, Slavičeku, Krmpotić, Paljetku, Škunci i Slamingu te ih pokazala na izložbi "Stihovi izgovoreni slikom", 2000. godine. 
Ilustrirala je više dječjih slikovnica.

## Unutarnje poveznice
- Marino Tartaglia

## Vanjske poveznice
- http://www.akademija-art.hr/izlobe/6371-prvi-put-predstavljen-cjelokupni-opus-alme-orli%5Bneaktivna+poveznica%5D
- http://www.mdc.hr/hr/mdc/knjiznica/katalog-knjiznice/?a=Orli%C4%87%20Alma&n=&i=&vg=&p=&isbn=&kr
- http://www.hdlu.hr/2012/01/alma-orlic-retrospektiva-1961-2011/